# Kobayashi Shokai
Kobayashi Shokai (小林商会, Kobayashi Shokai) (fondation en 1914, faillite en 1917) est une entreprise cinématographique japonaise, pionnière de l'animation japonaise avec les sociétés Nikkatsu Corporation et Tenkatsu. Elle a été fondée par Kisaburo Kobayashi en 1914.

## Historique
À la suite d'un différend en 1914, Kisaburo Kobayashi quitte la société Tenkatsu - chez qui il travaillait - pour fonder son propre studio cinématographique : Kobayashi Shokai. Son premier film, L'étrange chat Arima (有馬怪猫伝), est produit le 11 janvier 1914.
La compagnie monopolise rapidement le domaine des rensageki, sorte de production à mi-chemin entre films et théâtre, devenant une rivale importante pour les deux autres grandes entreprises cinématographiques japonaises de l'époque : Nikkatsu et Tenkatsu. En 1917 notamment, quand les trois entreprises lancent l'adaptation d'une même nouvelle (intitulée Dokuso), Kobayashi Shokai remporte un franc succès critique grâce à ses innovations techniques.
Durant cette période, la production de Kobayashi Shokai est impressionnante : plus de quatre-vingts œuvres sont produites entre 1914 et 1917.
L'affrontement se porte en 1916 sur le domaine encore balbutiant de l'animation, alors qu'une course s'engage pour la production du premier film d'animation japonais de l'histoire. Kobayashi Shokai s'associe pour cela avec le dessinateur de presse Jun'ichi Kōchi, et sort son film d'animation en juin 1917, intitulé Hanawa Hekonai meitô no maki (塙凹内名刀之巻, Hanawa Hekonai Meito no Maki). Elle sera cependant devancée par les deux autres sociétés de quelques mois.
En 1917 cependant, les instances dirigeantes décident de restreindre la diffusion de films (essentiellement pour des raisons de sécurité). La compagnie ayant déjà des problèmes financiers, Kobayashi Shokai fait alors faillite la même année.